# Laura Garrone
Laura Garrone (née le 15 novembre 1967 à Milan) est une joueuse de tennis italienne, professionnelle du début des années 1980 à 1997.
Elle a été championne du monde junior en simple filles en 1985.
En 1986, elle a atteint le 4e tour à Roland Garros (battue par Martina Navrátilová), sa meilleure performance en simple dans une épreuve du Grand Chelem.
Elle a gagné cinq tournois en double pendant sa carrière.

## Palmarès

### Titre en simple dames
Aucun

### Finales en simple dames
| No | Date       | Nom et lieu du tournoi                          | Catégorie | Dotation  | Surface      | Vainqueure          | Score         |          |
| -- | ---------- | ----------------------------------------------- | --------- | --------- | ------------ | ------------------- | ------------- | -------- |
| 1  | 05/05/1986 | International Championships of Spain, Barcelone |           | 50 000 $  | Terre (ext.) | Petra Huber         | 7-6, 6-0      | Parcours |
| 2  | 25/04/1988 | Citta di Taranto, Tarente                       | Tier V    | 50 000 $  | Terre (ext.) | Helen Kelesi        | 6-1, 6-0      | Parcours |
| 3  | 16/07/1990 | Estoril Ladies Open, Estoril                    | Tier V    | 100 000 $ | Terre (ext.) | Federica Bonsignori | 2-6, 6-3, 6-3 | Parcours |

### Titres en double dames
| No | Date       | Nom et lieu du tournoi        | Catégorie | Dotation  | Surface      | Partenaire        | Finalistes                      | Score         |          |
| -- | ---------- | ----------------------------- | --------- | --------- | ------------ | ----------------- | ------------------------------- | ------------- | -------- |
| 1  | 31/07/1989 | Vitosha New Otani Sofia       | Tier V    | 50 000 $  | Terre (ext.) | Laura Golarsa     | Silke Meier Elena Pampoulova    | 6-4, 7-5      | Parcours |
| 2  | 09/07/1990 | Torneo Internazionale Palerme | Tier IV   | 75 000 $  | Terre (ext.) | Karin Kschwendt   | Florencia Labat Barbara Romano  | 6-2, 6-4      | Parcours |
| 3  | 10/09/1990 | Athens Open Athènes           | Tier V    | 75 000 $  | Terre (ext.) | Karin Kschwendt   | Leona Lásková Jana Pospíšilová  | 6-0, 1-6, 7-6 | Parcours |
| 4  | 04/07/1994 | Torneo Internazionale Palerme | Tier IV   | 100 000 $ | Terre (ext.) | Ruxandra Dragomir | Alice Canepa Giulia Casoni      | 6-1, 6-0      | Parcours |
| 5  | 11/09/1995 | Warsaw Cup by Heros Varsovie  | Tier III  | 161 250 $ | Terre (ext.) | Sandra Cecchini   | Henrieta Nagyová Denisa Szabová | 5-7, 6-2, 6-3 | Parcours |

### Finales en double dames
| No | Date       | Nom et lieu du tournoi               | Catégorie | Dotation  | Surface      | Vainqueures                     | Partenaire      | Score         |          |
| -- | ---------- | ------------------------------------ | --------- | --------- | ------------ | ------------------------------- | --------------- | ------------- | -------- |
| 1  | 25/04/1988 | Citta di Taranto Tarente             | Tier V    | 50 000 $  | Terre (ext.) | Andrea Betzner Claudia Porwik   | Helen Kelesi    | 6-1, 6-2      | Parcours |
| 2  | 07/05/1990 | Peugeot Open Cup Rome                | Tier I    | 500 000 $ | Terre (ext.) | Helen Kelesi Monica Seles       | Laura Golarsa   | 6-3, 6-4      | Parcours |
| 3  | 22/04/1991 | Croatian Lottery Cup Bol             | Tier V    | 100 000 $ | Terre (ext.) | Laura Golarsa Magdalena Maleeva | Sandra Cecchini | Forfait       | Parcours |
| 4  | 08/07/1991 | Torneo Internazionale Palerme        | Tier IV   | 75 000 $  | Terre (ext.) | Petra Langrová Mary Pierce      | Mercedes Paz    | 6-3, 6-7, 6-3 | Parcours |
| 5  | 15/07/1991 | Volvo San Marino Open Saint-Marin    | Tier V    | 75 000 $  | Terre (ext.) | Kerry-Anne Guse Akemi Nishiya   | Mercedes Paz    | 6-0, 6-3      | Parcours |
| 6  | 20/07/1992 | Internazionali di Tennis Saint-Marin | Tier V    | 100 000 $ | Terre (ext.) | Alexia Dechaume Florencia Labat | Sandra Cecchini | 7-6, 7-5      | Parcours |
| 7  | 16/09/1996 | Warsaw Cup by Heros Varsovie         | Tier III  | 164 250 $ | Terre (ext.) | Olga Lugina Elena Pampoulova    | Alexandra Fusai | 1-6, 6-4, 7-5 | Parcours |

## Parcours en Grand Chelem

### En simple dames
| Année | Open d'Australie (janvier) | Open d'Australie (janvier) | Internationaux de France | Internationaux de France | Wimbledon       | Wimbledon       | US Open         | US Open          | Open d'Australie (décembre) | Open d'Australie (décembre) |
| ----- | -------------------------- | -------------------------- | ------------------------ | ------------------------ | --------------- | --------------- | --------------- | ---------------- | --------------------------- | --------------------------- |
| 1985  | n/a                        | n/a                        | 3e tour (1/16)           | Hana Mandlíková          | -               | -               | 2e tour (1/32)  | Camille Benjamin | -                           | -                           |
| 1986  | n/a                        | n/a                        | 4e tour (1/8)            | M. Navrátilová           | 1er tour (1/64) | M. Calleja      | 1er tour (1/64) | MJ Fernández     | n/a                         | n/a                         |
| 1987  | -                          | -                          | 3e tour (1/16)           | Sylvia Hanika            | 2e tour (1/32)  | I. Demongeot    | 1er tour (1/64) | Laura Arraya     | n/a                         | n/a                         |
| 1988  | -                          | -                          | 2e tour (1/32)           | Michelle Casati          | 1er tour (1/64) | Hana Mandlíková | 2e tour (1/32)  | Isabel Cueto     | n/a                         | n/a                         |
| 1989  | -                          | -                          | -                        | -                        | -               | -               | 1er tour (1/64) | Susan Sloane     | n/a                         | n/a                         |
| 1990  | -                          | -                          | 1er tour (1/64)          | Brenda Schultz           | 2e tour (1/32)  | Andrea Leand    | 2e tour (1/32)  | Helena Suková    | n/a                         | n/a                         |
| 1991  | -                          | -                          | 1er tour (1/64)          | Anke Huber               | 3e tour (1/16)  | M. Navrátilová  | 1er tour (1/64) | Mary Pierce      | n/a                         | n/a                         |
| 1992  | -                          | -                          | 1er tour (1/64)          | Leila Meskhi             | 1er tour (1/64) | M. de Swardt    | -               | -                | n/a                         | n/a                         |
| 1993  | -                          | -                          | 1er tour (1/64)          | P. Tarabini              | -               | -               | -               | -                | n/a                         | n/a                         |
| 1994  | -                          | -                          | 1er tour (1/64)          | Naoko Sawamatsu          | -               | -               | -               | -                | n/a                         | n/a                         |

À droite du résultat, l’ultime adversaire.

### En double dames
| Année | Open d'Australie            | Open d'Australie      | Internationaux de France      | Internationaux de France    | Wimbledon                     | Wimbledon                  | US Open                       | US Open                    |
| ----- | --------------------------- | --------------------- | ----------------------------- | --------------------------- | ----------------------------- | -------------------------- | ----------------------------- | -------------------------- |
| 1987  | -                           | -                     | 1er tour (1/32) C. Nozzoli    | W. Probst P. Tarabini       | -                             | -                          | -                             | -                          |
| 1988  | -                           | -                     | 2e tour (1/16) Louise Field   | Katrina Adams Zina Garrison | -                             | -                          | 2e tour (1/16) L. Ferrando    | Chris Evert W. Turnbull    |
| 1989  | -                           | -                     | -                             | -                           | -                             | -                          | 2e tour (1/16) Laura Golarsa  | L. Savchenko N. Zvereva    |
| 1990  | -                           | -                     | 1er tour (1/32) C. Caverzasio | Jo-Anne Faull R. McQuillan  | 2e tour (1/16) Laura Golarsa  | Kathy Jordan E. Smylie     | 1er tour (1/32) Laura Golarsa | Jo-Anne Faull W. Turnbull  |
| 1991  | -                           | -                     | 2e tour (1/16) K. Kschwendt   | N. Tauziat J. Wiesner       | 1er tour (1/32) K. Kschwendt  | Jo-Anne Faull R. McQuillan | 1er tour (1/32) Silvia Farina | M. L. Piatek Lise Gregory  |
| 1992  | -                           | -                     | 1er tour (1/32) Laura Golarsa | Louise Field K. Sharpe      | 1er tour (1/32) Laura Golarsa | Gretchen Rush Robin White  | -                             | -                          |
| 1993  | -                           | -                     | 1er tour (1/32) B. Rittner    | S. Cecchini P. Tarabini     | -                             | -                          | -                             | -                          |
| 1994  | -                           | -                     | -                             | -                           | -                             | -                          | 1er tour (1/32) K. Quentrec   | C. Martínez N. Medvedeva   |
| 1995  | -                           | -                     | 1er tour (1/32) F. Perfetti   | Hiromi Nagano Park Sung-hee | 1er tour (1/32) Rita Grande   | Nicole Arendt Pam Shriver  | 1er tour (1/32) R. Zrubáková  | Nicole Arendt M. Bollegraf |
| 1996  | 1er tour (1/32) S. Cecchini | M. McGrath L. Neiland | 1er tour (1/32) S. Cecchini   | Nicole Arendt M. Bollegraf  | 1er tour (1/32) S. Cecchini   | Nicole Arendt M. Bollegraf | 1er tour (1/32) S. Cecchini   | Hetherington Kathy Rinaldi |
| 1997  | -                           | -                     | -                             | -                           | 2e tour (1/16) G. Pizzichini  | Yayuk Basuki Caroline Vis  | 1er tour (1/32) G. Pizzichini | N. Medvedeva E. Tatarkova  |

Sous le résultat, la partenaire ; à droite, l’ultime équipe adverse.

### En double mixte
| Année | Open d'Australie | Open d'Australie | Internationaux de France     | Internationaux de France | Wimbledon | Wimbledon | US Open | US Open |
| 1986  | n/a              | n/a              | 1er tour (1/32) C. Pistolesi | Paula Smith F. González  | -         | -         | -       | -       |

Sous le résultat, le partenaire ; à droite, l’ultime équipe adverse.

## Parcours aux Jeux olympiques

### En double dames
| # | Date       | Nom de l'olympiade      | Surface      | Résultat      | Partenaire      | Ultimes adversaires            | Score    |          |
| - | ---------- | ----------------------- | ------------ | ------------- | --------------- | ------------------------------ | -------- | -------- |
| 1 | 28/07/1992 | Olympic Games Barcelone | Terre (ext.) | 2e tour (1/8) | Raffaella Reggi | Mariaan de Swardt Elna Reinach | 6-3, 6-2 | Parcours |

## Parcours en Coupe de la Fédération
| #                                                                    | Date       | Lieu      | Surface                         | Gagnante(s)                     | Perdante(s)                     | Score          |          |
|                                                                      |            |           |                                 |                                 |                                 |                |          |
| 1985 - 2e tour (groupe mondial) - Italie - Mexique - 3 : 0           |            |           |                                 |                                 |                                 |                |          |
| 1                                                                    | 08/10/1985 | Nagoya    | Dur (ext.)                      | Sandra Cecchini Laura Garrone   | Claudia Hernandez Maluca Llamas | 6-3, 6-3       | Parcours |
|                                                                      |            |           |                                 |                                 |                                 |                |          |
| 1985 - 1/4 de finale (groupe mondial) - Italie - Australie - 0 : 3   |            |           |                                 |                                 |                                 |                |          |
| 2                                                                    | 08/10/1985 | Nagoya    | Dur (ext.)                      | Jenny Byrne Wendy Turnbull      | Laura Garrone Raffaella Reggi   | 6-1, 6-3       | Parcours |
|                                                                      |            |           |                                 |                                 |                                 |                |          |
| 1986 - 1er tour (groupe mondial) - Nouvelle-Zélande - Italie - 1 : 2 |            |           |                                 |                                 |                                 |                |          |
| 3                                                                    | 22/07/1986 | Prague    | Terre (ext.)                    | Laura Garrone                   | Julie Richardson                | 6-1, 6-1       | Parcours |
|                                                                      |            |           |                                 |                                 |                                 |                |          |
| 1986 - 2e tour (groupe mondial) - Yougoslavie - Italie - 1 : 2       |            |           |                                 |                                 |                                 |                |          |
| 4                                                                    | 22/07/1986 | Prague    | Terre (ext.)                    | Sabrina Goleš Aila Winkler      | Laura Garrone Raffaella Reggi   | 3-6, 7-64, 6-3 | Parcours |
|                                                                      |            |           |                                 |                                 |                                 |                |          |
| 1986 - 1/4 de finale (groupe mondial) - États-Unis - Italie - 2 : 1  |            |           |                                 |                                 |                                 |                |          |
| 5                                                                    | 22/07/1986 | Prague    | Terre (ext.)                    | Martina Navrátilová Pam Shriver | Laura Garrone Raffaella Reggi   | 6-3, 6-1       | Parcours |
|                                                                      |            |           |                                 |                                 |                                 |                |          |
| 1987 - 1er tour (groupe mondial) - Belgique - Italie - 1 : 2         |            |           |                                 |                                 |                                 |                |          |
| 6                                                                    | 28/07/1987 | Vancouver |                                 | Ann Devries Sandra Wasserman    | Laura Garrone Caterina Nozzoli  | 6-3, 6-1       | Parcours |
|                                                                      |            |           |                                 |                                 |                                 |                |          |
| 1988 - 1er tour (groupe mondial) - Italie - Pologne - 2 : 1          |            |           |                                 |                                 |                                 |                |          |
| 7                                                                    | 05/12/1988 | Melbourne |                                 | Katarzyna Nowak                 | Laura Garrone                   | 0-6, 6-4, 6-3  | Parcours |
| 7                                                                    | 05/12/1988 | Melbourne | Cathy Caverzasio Laura Garrone  | Katarzyna Nowak Ewa Zerdecka    | 2-6, 7-63, 6-2                  |                | Parcours |
|                                                                      |            |           |                                 |                                 |                                 |                |          |
| 1988 - 2e tour (groupe mondial) - Australie - Italie - 3 : 0         |            |           |                                 |                                 |                                 |                |          |
| 8                                                                    | 05/12/1988 | Melbourne |                                 | Anne Minter                     | Laura Garrone                   | 7-60, 6-3      | Parcours |
| 8                                                                    | 05/12/1988 | Melbourne | Elizabeth Smylie Wendy Turnbull | Cathy Caverzasio Laura Garrone  | 6-4, 6-2                        |                | Parcours |
|                                                                      |            |           |                                 |                                 |                                 |                |          |
| 1989 - 1er tour (groupe mondial) - Italie - Nouvelle-Zélande - 1 : 2 |            |           |                                 |                                 |                                 |                |          |
| 9                                                                    | 03/10/1989 | Tokyo     | Dur (ext.)                      | Laura Garrone Laura Golarsa     | Julie Richardson Ruth Seeman    | 6-2, 7-5       | Parcours |
|                                                                      |            |           |                                 |                                 |                                 |                |          |
| 1992 - Barrage (groupe mondial I) - Italie - Hongrie - 0 : 3         |            |           |                                 |                                 |                                 |                |          |
| 10                                                                   | 16/07/1992 | Francfort | Terre (ext.)                    | Virag Csurgo Andrea Temesvári   | Linda Ferrando Laura Garrone    | 6-3, 6-0       | Parcours |

## Classements WTA en fin de saison

### En simple
| Année | 1984 | 1985 | 1986 | 1987 | 1988 | 1989 | 1990 | 1991 | 1992 | 1993 | 1994 | 1995 | 1996 | 1997 |
| Rang  | 234  | 108  | 38   | 86   | 63   | 87   | 66   | 95   | 153  | 166  | 167  | 194  | 258  | 224  |

Source : (en) « Classements de Laura Garrone », sur le site officiel du WTA Tour

### Classements en double
| Année | 1986 | 1987 | 1988 | 1989 | 1990 | 1991 | 1992 | 1993 | 1994 | 1995 | 1996 | 1997 |
| Rang  | 170  | 169  | 100  | 104  | 56   | 71   | 68   | 170  | 101  | 75   | 75   | 132  |

Source : (en) « Classements de Laura Garrone », sur le site officiel du WTA Tour